# 興慶寺 (八王子市)
興慶寺（こうけいじ）は、東京都八王子市にある臨済宗南禅寺派の寺院。

## 歴史
1384年（至徳元年）、峻翁令山によって開山された。約百年前の永仁5年（1297年）、恭翁運良が、当地において「白沢庵」という庵を設けていた故事に基づき、寺を創建した。よって恭翁運良を開基としている。
当地は「夕焼小焼」の作詞者として知られる中村雨紅の出身地である。夕焼小焼の情景は、当時の東京府南多摩郡恩方村（現・東京都八王子市上恩方町）のもので、「山のお寺の鐘」とは当寺の鐘を指しているという。境内には、中村雨紅の歌碑もある。

## 交通アクセス
- 路線バス孤塚停留所より徒歩10分。